# Онуфриенко, Дмитрий Александрович
Дмитрий Александрович Онуфриенко (род. 12 августа 1980) — российский легкоатлет, специалист по бегу на средние дистанции. Выступал на профессиональном уровне в 1998—2013 годах, чемпион России в беге на 1 милю, победитель и призёр первенств всероссийского значения, участник ряда крупных международных стартов, в том числе чемпионата мира в помещении в Будапеште и Всемирной Универсиады в Тэгу. Представлял Москву и Нижегородскую область. Мастер спорта России международного класса.

## Биография
Дмитрий Онуфриенко родился 12 августа 1980 года. Занимался лёгкой атлетикой в городе Кстово Нижегородской области, проходил подготовку под руководством своего отца Александра Ивановича Онуфриенко. Окончил Санкт-Петербургскую государственную академию физической культуры имени П. Ф. Лесгафта (2002).
Впервые заявил о себе в сезоне 1998 года, когда на чемпионате России среди юниоров в Туле в беге на 800 и 1500 метров занял 7-е и 13-е места соответственно.
В 2003 году в дисциплине 1500 метров выиграл серебряную медаль на зимнем чемпионате России в Москве и бронзовую медаль на летнем чемпионате России в Туле. Будучи студентом, представлял страну на Всемирной Универсиаде в Тэгу, где с результатом 3:45.44 закрыл десятку сильнейших.
В 2004 году в 1500-метровой дисциплине получил серебро на зимнем чемпионате России в Москве, выступил на чемпионате мира в помещении в Будапеште — на предварительном квалификационном этапе показал результат 3:47.97, чего оказалось недостаточно для выхода в финал.
В 2005 году взял бронзу на зимнем чемпионате России в Волгограде, стартовал на чемпионате Европы в помещении в Мадриде, где не прошёл дальше предварительного квалификационного этапа. Летом также одержал победу на чемпионате России по бегу на 1 милю в Туле.
В 2009 году на зимнем чемпионате России в Москве с командой Нижегородской области завоевал бронзовую награду в программе эстафеты 4 × 800 метров.
В 2010 году в той же дисциплине получил серебро на другом зимнем чемпионате России в Москве.
В 2011 году вновь стал бронзовым призёром в эстафете 4 × 800 метров на зимнем чемпионате России в Москве.
Завершил спортивную карьеру по окончании сезона 2013 года.
За выдающиеся спортивные достижения удостоен почётного звания «Мастер спорта России международного класса».